# Leonhard Euler
Leonhard Euler (Russisch: Леонард Эйлер) (Bazel, 15 april 1707 – Sint-Petersburg, 18 september 1783) was een Zwitserse wiskundige en natuurkundige die het grootste deel van zijn leven doorbracht in Rusland en Duitsland. Hij wordt algemeen beschouwd als de belangrijkste wiskundige van de 18e eeuw en als een van de belangrijkste aller tijden. Bovendien was hij de meest productieve wiskundige ooit: zijn verzameld werk beslaat zo'n zeventig delen.
Euler ontwikkelde veel nieuwe concepten en heeft zeer veel bijgedragen aan de moderne wiskundige notatie: de symbolen i en e voor respectievelijk de imaginaire eenheid en het grondtal van de natuurlijke logaritme zijn door hem geïntroduceerd. Hij was de eerste die de notatie {\displaystyle f(x)} gebruikte voor uitdrukking van een wiskundige functie. Ook de huidige namen van de goniometrische functies – sinus, cosinus en tangens – werden door hem bedacht. Euler was de grondlegger van de grafentheorie en topologie, en deed grote ontdekkingen in de analytische getaltheorie, complexe analyse en de integraalrekening.

## Levensloop

### Jonge jaren in Zwitserland (1707–1727)
Euler werd in Bazel geboren als zoon van de hervormde predikant Paul Euler en zijn vrouw Margarete Brucker, dochter van een predikant. Hij had twee jongere zusters, Anna Maria en Maria Magdalena. Kort na de geboorte van Leonhard verhuisde het gezin van Bazel naar het nabijgelegen stadje Riehen, waar Euler het grootste deel van zijn kindertijd doorbracht. Paul Euler was een vriend van de familie Bernoulli, met name Johann Bernoulli, die toen werd beschouwd als de belangrijkste wiskundige van Europa en de man die uiteindelijk de belangrijkste invloed op de jonge Leonhard zou hebben. Eulers eerste stappen in het onderwijs vonden plaats in Bazel, waar hij bij zijn grootmoeder van moederskant ging inwonen. Hij bezocht de Latijnse school, waar toen nog geen wiskundeonderwijs werd gegeven. Op de leeftijd van dertien jaar schreef hij zich in 1720 in aan de faculteit filosofie van de Universiteit van Bazel. Het curriculum van deze universiteit was in die tijd nog vrij beperkt en reeds twee jaar later, in 1722, studeerde Euler op vijftienjarige leeftijd af in de filosofie.
Op aandrang van zijn vader schreef hij zich nu in aan de theologische faculteit, waar hij naast de theologische vakken ook Grieks en Hebreeuws leerde. Zijn vader wilde dat Leonhard net als hij zelf ook predikant zou worden. Na aan hem voorgesteld te zijn had Johann Bernoulli geweigerd om Euler onderwijs in de wiskunde te geven, wel stond Johann Bernoulli hem toe om hem elke zaterdagmiddag thuis te bezoeken om vragen te stellen of om uitleg te vragen op die onderdelen waar Euler bij zijn zelfstudie wiskunde was vastgelopen. Bernoulli ontdekte het uitzonderlijke talent van Leonhard Euler voor de wiskunde al snel. In 1724, hij was nu zeventien, behaalde Euler zijn doctoraal theologie met een scriptie, waarin hij de filosofieën van Descartes en Newton met elkaar vergeleek. Uiteindelijk overtuigde Johann Bernoulli Paul Euler ervan dat zijn zoon Leonhard voorbestemd was om een groot wiskundige te worden. In 1726 studeerde Euler voor de derde keer af, nu met een proefschrift over de voortplantingssnelheid van geluid met de titel De Sono.
Hij deed in 1727 voor het eerst mee aan de door de Académie des sciences in Parijs periodiek uitgeschreven wiskundewedstrijd. De opdracht was om de beste plaats te bepalen, waar op een schip de mast moet worden geplaatst. Euler won de tweede plaats, achter Pierre Bouguer, de "vader van de marine-architectuur". In totaal zou Euler deze begeerde jaarlijkse prijs twaalf keer winnen.

### Sint-Petersburg (1727–1741)
Rond deze tijd waren twee zonen van Johann Bernoulli, Daniel en Nicolaas, werkzaam aan de Russische Academie van Wetenschappen in Sint-Petersburg. Na een jaar in Rusland te hebben doorgebracht overleed Nicolaas in juli 1726 aan de gevolgen van een blindedarmontsteking. Zijn broer Daniel nam zijn taken op het gebied van de wis- en natuurkunde over, maar hij adviseerde om zijn vriend Leonhard Euler de taken van zijn broer op het gebied van de fysiologie over te laten nemen. In november 1726 ging Euler op dit aanbod in. Hij had al in 1726, meteen na zijn promotie, naar Sint-Petersburg kunnen vertrekken, maar hij vertrok pas in het volgende voorjaar, omdat hij zijn reis naar Sint-Petersburg uitstelde tot hij zeker was niet in aanmerking te komen voor een hoogleraarschap natuurkunde aan de universiteit van Bazel.
Op 17 mei 1727 arriveerde Euler, net twintig jaar oud, in de Russische hoofdstad. Al snel werd hij van zijn juniorfunctie binnen de medische afdeling van de academie gepromoveerd naar een positie binnen de wiskunde-afdeling. Hij werkte nauw samen met Daniël Bernoulli bij wie hij de eerste tijd ook in huis woonde. Euler leerde Russisch en paste zich snel aan het leven in Sint-Petersburg aan. Ook nam hij een extra baan als medisch adviseur voor de Russische Marine aan.
De Academie van Sint-Petersburg, in 1724 opgericht door Peter de Grote, had tot doel om het onderwijs in Rusland op een hoger plan te brengen en om de wetenschappelijke kloof met West-Europa te overbruggen. Omdat de academie kon beschikken over ruime financiële middelen en een uitgebreide bibliotheek, samengesteld uit privé-bibliotheken van Peter de Grote en andere adellijke personen, was de academie zeer aantrekkelijk voor buitenlandse wetenschappers zoals Euler. Er stonden slechts weinig leerlingen aan de academie ingeschreven, waardoor de leden van de academie een lichte onderwijstaak hadden. Mede daarom bleef er genoeg tijd over om fundamenteel wetenschappelijk onderzoek te doen.
Precies op de dag van Eulers aankomst in mei 1727 in Sint-Petersburg overleed de beschermvrouwe van de Academie, Catherina I. Zij had vastgehouden aan het progressieve beleid van haar ruim twee jaar eerder overleden echtgenoot. Na haar dood nam de macht van de nog grotendeels conservatieve Russische adel, die als regent optrad voor de twaalfjarige Peter II, sterk toe. Deze adel vond de buitenlandse geleerden van de academie maar verdacht. De beschikbare gelden werden sterk verminderd. Ook op andere manieren maakte men de academieleden het leven zuur.
Na de dood van Peter II in 1730 verbeterde de situatie iets. In deze periode steeg Eulers ster snel en reeds in 1731 werd hij tot hoogleraar in de natuurkunde benoemd. Twee jaar later had zijn vriend Daniël Bernoulli genoeg van de censuur en de vijandigheid die hij in Sint-Petersburg moest verdragen en hij keerde terug naar Bazel. Euler volgde hem op als het hoofd van afdeling wiskunde.
Op 7 januari 1734 trad Leonhard in het huwelijk met Katharina Gsell, de dochter van de Zwitserse barokschilder, Georg Gsell, die door Peter de Grote naar Rusland was gehaald en die in Sint-Petersburg aan het Academiegymnasium werkzaam was. Het jonge paar kocht een huis aan de rivier Neva. Zij kregen dertien kinderen, van wie er echter slechts vijf de jeugd overleefden.
Vanaf 1735 begon Eulers gezondheid hem parten te spelen. Dat jaar bezweek hij bijna aan de koorts. Ook werd hij bijna blind aan zijn rechteroog, waarschijnlijk als gevolg van scrofulose. Dit kon door een chirurgische ingreep tijdelijk worden verholpen. Als oorzaak van dit probleem zag Euler zelf het voor zijn ogen vermoeiende cartografische werk dat hij toen voor de Academie van Sint-Petersburg uitvoerde om een kaart van Rusland samen te stellen.

### Berlijn (1741–1766)
Bezorgd over de hernieuwde politieke onrust in Rusland, waar de regente Anna Leopoldovna aan de kant was geschoven door de nieuwe tsarina Elisabeth van Rusland, verliet Euler op 19 juni 1741 Sint-Petersburg om op uitnodiging van Frederik de Grote een benoeming aan de Berlijnse Academie te aanvaarden. De daaropvolgende vijfentwintig jaar leefde hij in Berlijn, waar hij meer dan 380 artikelen schreef. In Berlijn publiceerde hij de twee werken waar hij zijn grootste bekendheid aan zou ontlenen: de Introductio in analysin infinitorum, een tekst over functies, die hij in 1748 publiceerde, en de Institutiones Calculi differentialis, een boek over differentiaalrekening, dat in 1755 werd gepubliceerd.
Euler werd gevraagd om privéleraar te worden van Frederiks nichtje, de prinses van Anhalt-Dessau. Hij schreef haar meer dan 200 brieven, die later werden verzameld in een goedverkopend brievenboek met de titel Brieven van Euler gericht aan een Duitse prinses over verschillende onderwerpen in de natuurlijke filosofie. Dit werk bevatte Eulers uitleg over diverse natuurkundige en wiskundige onderwerpen en gaf ook waardevolle inzichten in Eulers persoonlijkheid en religieuze overtuigingen. Dit boek bereikte een veel groter publiek dan zijn wetenschappelijke wiskundige werken. Het werd in heel Europa en later ook in de Verenigde Staten uitgegeven. De populariteit van dit 'brievenboek' getuigt van Eulers vermogen om wetenschappelijke vraagstukken doeltreffend aan een lekenpubliek uit te leggen en daarom kan Euler als een van de eerste wetenschapspopularisators worden beschouwd.
Ondanks zijn immense bijdrage aan het prestige van de Berlijnse Academie werd Euler uiteindelijk toch gedwongen Berlijn te verlaten. Dit was deels te wijten aan een persoonlijke botsing met Frederik. Deze ontstond toen Euler na het vertrek van de voorzitter van de Berlijnse Academie, Pierre Louis de Maupertuis, in 1756 steeds meer de rol van waarnemend voorzitter van de Berlijnse academie op zich moest nemen. Frederik de Grote had geen vertrouwen in Euler, die hij steeds meer als te weinig verfijnd beschouwde, zeker in vergelijking met de kring van filosofen die de Pruisische koning in zijn Academie had verzameld, onder wie Voltaire die een prominente positie aan het hof van de koning genoot. Euler, een orthodox calvinist en een harde werker, was zeer conventioneel in zijn overtuigingen en smaak. Hij was in veel opzichten de directe tegenpool van Voltaire. Euler had slechts een beperkte opleiding in de retorica genoten en had de neiging te discussiëren over zaken waar hij weinig van wist, daarmee de spot van Voltaire over zich afroepend. Ook op de praktische ingenieurskwaliteiten van Euler viel het een en ander aan te merken. Frederik de Grote uitte zich in een brief aan Voltaire hierover zeer teleurgesteld:

Ik wilde een fontein in mijn tuin hebben: Euler berekende de benodigde kracht van de waterwielen om het water uit het reservoir op te tillen, door pijpen te laten lopen en in Sanssouci uit de fontein te laten spuiten. Mijn watermolen werd meetkundig uitgevoerd maar bleek op een afstand van minder van vijftig passen niet in staat om een handjevol water te verplaatsen. IJdelheid der ijdelheden! IJdelheid van de meetkunde!

Toen Frederik de Grote ten slotte Euler passeerde en het voorzitterschap tevergeefs aanbood aan Jean le Rond d'Alembert, keerde Euler, die zich dan ook gepasseerd voelde, terug naar Sint-Petersburg. Gedurende het eind van zijn verblijf in Pruisen verslechterde langzamerhand ook Eulers gezichtsvermogen aan zijn rechteroog. Frederik de Grote was zo onbeleefd om aan Euler als een “cycloop” te refereren.

### Sint-Petersburg (1766–1783)
Sinds de troonsbestijging in 1762 van Catharina de Grote, een van oorsprong Noord-Duitse prinses met meer sympathie voor de ideeën van de Verlichting dan de conservatieve Russische adel, was de situatie in Rusland sterk verbeterd en in 1766 aanvaardde Euler een uitnodiging om terug te keren naar de Academie van Sint-Petersburg, Daar bracht hij de resterende zeventien jaar van zijn leven door. Zijn tweede verblijf in het land werd echter getekend door tragedie. In 1766 ontwikkelde Euler in zijn nog goede linkeroog grijze staar. In die tijd kon daar niets aan gedaan worden en binnen een paar weken was Euler, mede als gevolg van een mislukte operatie, volkomen blind. Vijf jaar later, in 1771 brandde zijn huis af. Hij kon ternauwernood ontsnappen. Tot overmaat van ramp overleed in 1773, na een huwelijk van bijna veertig jaar, zijn vrouw Katharina Gsell. Drie jaar later hertrouwde Euler met haar halfzus, Salome Abigail Gsell. Dit huwelijk zou tot aan zijn dood blijven duren.

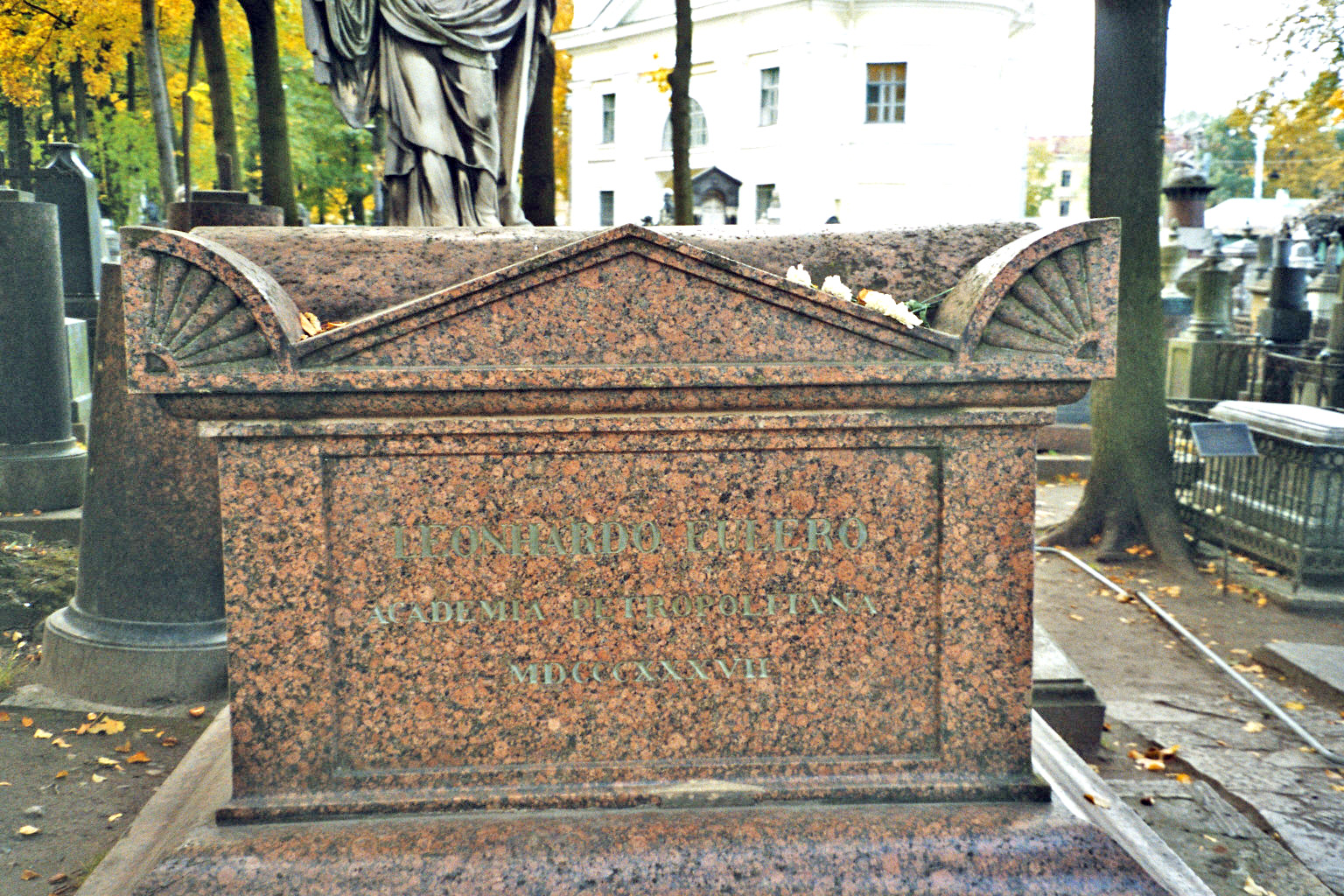
Tombe van Leonhard Euler in het
Alexander Nevski-klooster.

Zijn blindheid had wonderlijk genoeg weinig effect op zijn productiviteit. Hij kon deze handicap compenseren door zijn vaardigheden om in zijn hoofd ingewikkelde berekeningen uit te voeren. Bovendien kon hij een beroep doen op zijn fotografisch geheugen. Euler was bijvoorbeeld in staat de Aeneis van Vergilius van het begin tot het einde te reciteren. Met steun van familieleden, met name zijn oudste zoon, de wiskundige Johann Euler, die precies opschreven wat hij hen dicteerde, slaagde Euler er volgens sommigen in zijn productiviteit nog te verhogen. In het jaar 1775 produceerde hij gemiddeld één wiskundig artikel per week.
Op 18 september 1783 overleed Euler in Sint-Petersburg op 76-jarige leeftijd aan de gevolgen van een hersenbloeding. Hij werd naast zijn eerste vrouw begraven op de Smolensk Lutherse Begraafplaats op Vasilevski-eiland. Later werd deze begraafplaats door de Sovjet-autoriteiten geruimd, overigens wel nadat zij het gebeente van Euler hadden laten overbrengen naar het orthodoxe Alexander Nevski-klooster. Zijn grafrede voor de Franse Académie des sciences werd geschreven door de Franse wiskundige en filosoof markies Nicolas de Condorcet. Die merkte op:

…il cessa de calculer et de vivre – … Hij stopte met rekenen en leven.

Een overzicht van zijn leven, inclusief een lijst van zijn werken, werd opgesteld door Eulers schoonzoon Nikolaus von Fuss, die secretaris was van de Keizerlijke Academie van Sint-Petersburg.

## Betekenis

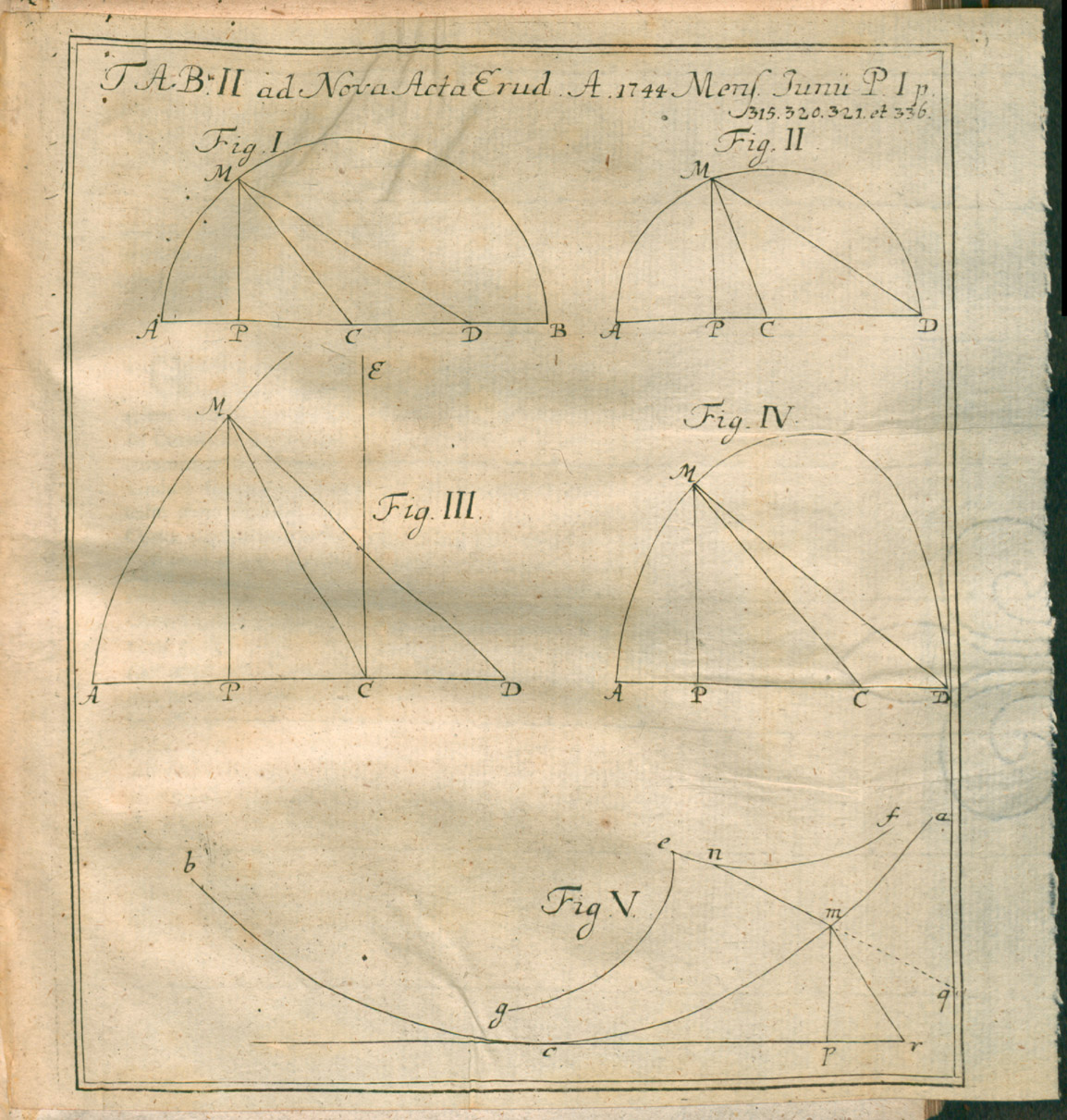
Illustratie uit Solutio problematis... a. 1743 propositi (Acta eruditorum, 1744)

Euler leverde belangrijke bijdragen aan bijna alle takken van de wiskunde: meetkunde, differentiaal- en integraalrekening, analyse, algebra, goniometrie, getaltheorie en nog veel meer. Maar hij hield zich niet alleen bezig met wis- en natuurkunde. Hij leverde ook belangrijk werk op het gebied van de geneeskunde, plant- en scheikunde. Daarnaast was hij een uitstekend historicus en las hij veel literatuur.
Euler heeft zoveel geschreven, dat het met de hand overschrijven van al zijn werken naar schatting vijftig jaar zou duren bij acht uur schrijven per dag. Een door de Zwitserse Academie van Wetenschappen begonnen project om al zijn werken uit te geven, loopt al honderd jaar. Zijn gepubliceerde werk is opnieuw uitgegeven, en een deel van zijn brieven ook, maar het bezorgen van zijn aantekeningenboeken en dagboeken zal nog ongeveer twintig jaar in beslag nemen.

## Ontdekkingen

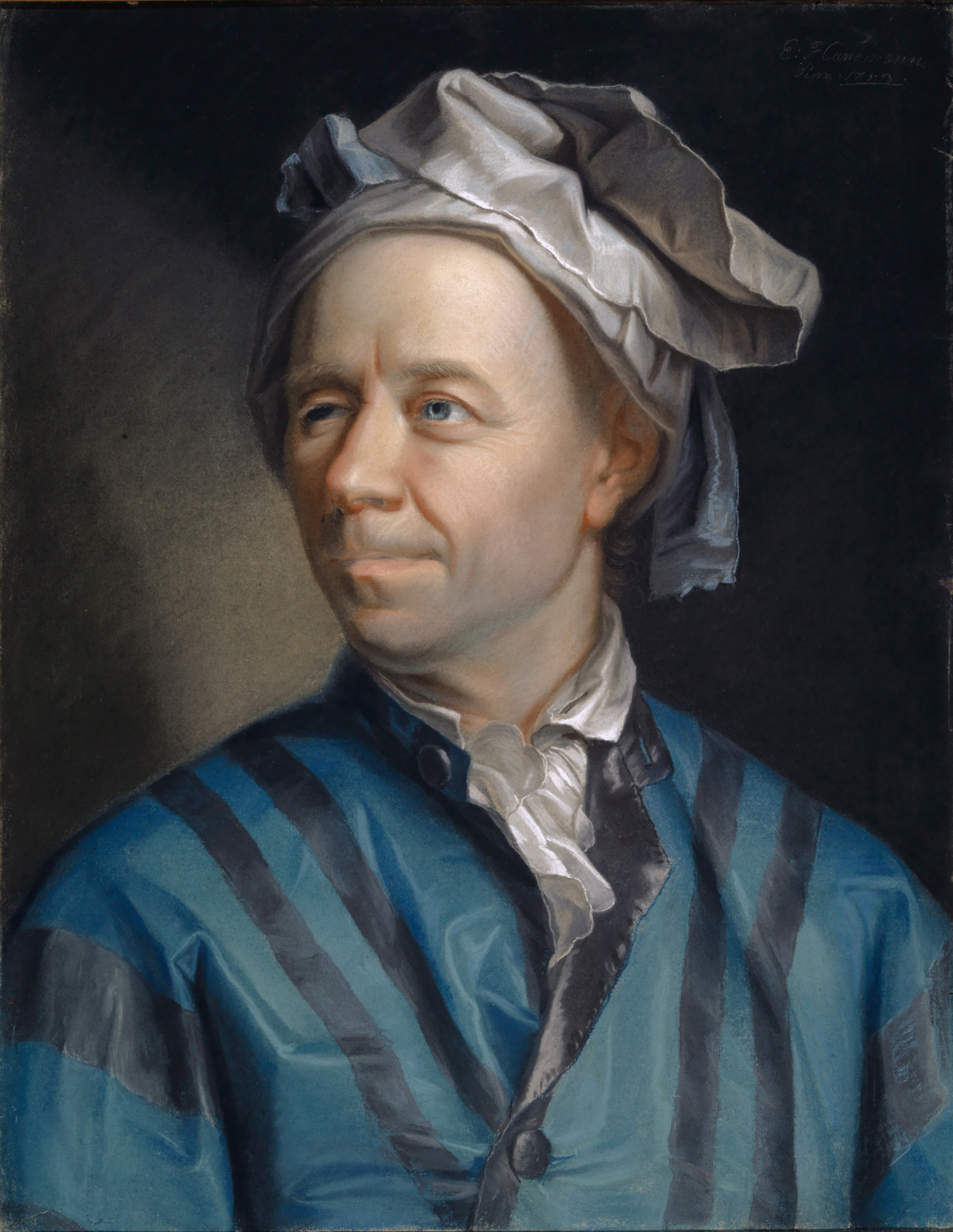
Euler
Emanuel Handmann
1753, olieverf

Euler heeft over zoveel onderwerpen geschreven, dat wis- en natuurkundigen weleens voor de grap zeggen dat een ontdekking of stelling genoemd wordt naar de tweede persoon die hem 'ontdekt' heeft omdat de eerste persoon waarschijnlijk Euler was. Een opsomming van zijn bijdragen is dan ook altijd onvolledig. De navolgende opsomming is dat dus ook.

### Wiskundige notatie
Euler introduceerde en populariseerde in zijn talrijke en wijd verspreide leerboeken verschillende notatieconventies. De meest opvallende was zijn introductie van het concept van een functie. Hij was de eerste die f(x) schreef om een functie f aan te duiden, die op het argument x toegepast wordt. Hij introduceerde ook de moderne notatie voor de goniometrische functies, de letter e voor de basis van de natuurlijke logaritme (e staat nu ook bekend als het getal van Euler), de Griekse letter Σ voor sommaties en de letter i voor de imaginaire eenheid. Het gebruik van de Griekse letter π om de ratio van de omtrek van een cirkel tot zijn diameter aan te duiden werd ook door Euler gepopulariseerd, hoewel dit begrip niet van hem afkomstig was.

### Analyse
Hij voerde de gammafunctie in en ontwikkelde een nieuwe methode om vierdegraads polynomen op te lossen. Hij bewees de kleine stelling van Fermat, Fermats stelling over de som van twee kwadraten en leverde belangrijke bijdragen aan de vierkwadratenstelling van Lagrange. Verder leverde hij bijdragen op het gebied van de variatierekening (de Euler-Lagrange-vergelijking is er het bekendste resultaat van), de combinatoriek en differentievergelijkingen.
De ontwikkeling van de infinitesimaalrekening stond in de 18e eeuw in het brandpunt van de belangstelling van wiskundig onderzoekers, en leden van de familie Bernoulli speelden al in de decennia rondom 1700 een leidende rol in de vorderingen die op dit onderzoeksgebied werden gemaakt. Onder hun invloed werd de bestudering van de differentiaal- en integraalrekening ook het belangrijkste onderdeel van Eulers werk. Hoewel sommige van Eulers bewijzen volgens moderne normen van wiskundige striktheid niet aanvaardbaar zijn hebben zijn ideeën tot grote vooruitgang op vele gebieden geleid.
Euler staat in de analyse bekend voor zijn veelvuldig gebruik en de ontwikkeling van machtreeksen, de uitdrukking van functies als sommen van oneindig veel termen, zoals
{\displaystyle e^{x}=\sum _{n=0}^{\infty }{x^{n} \over n!}=\lim _{n\to \infty }\left({\frac {1}{0!}}+{\frac {x}{1!}}+{\frac {x^{2}}{2!}}+\cdots +{\frac {x^{n}}{n!}}\right)}.
Met name gaf Euler een direct bewijs voor de machtreeksexpansies voor e en de arctangens-functie. Het indirecte bewijs was tussen 1670 en 1680 al door Newton en Leibniz gegeven, die daarbij gebruik maakten van de inversemachtreekstechniek. Zijn gedurfde gebruik van machtreeksen stelde Euler in 1735 in staat om het beroemde Bazel-probleem op te lossen, dat de familie Bernoulli lang had beziggehouden. Het gaat daar om de som van de oneindige reeks
{\displaystyle \sum _{n=1}^{\infty }{1 \over n^{2}}=\lim _{n\to \infty }\left({\frac {1}{1^{2}}}+{\frac {1}{2^{2}}}+{\frac {1}{3^{2}}}+\cdots +{\frac {1}{n^{2}}}\right)={\frac {\pi ^{2}}{6}}}.

meetkunde van de formule van Euler

Euler wist eerst met dubieuze middelen de som te bepalen, namelijk {\displaystyle {\frac {\pi ^{2}}{6}}}. In 1741 gaf hij een correct uitgewerkt bewijs:
Euler introduceerde het gebruik van de exponentiële functie en logaritmen in analytische bewijzen. Hij ontdekte verschillende manieren om logaritmische functies uit te drukken door gebruik te maken van machtreeksen en hij slaagde erin negatieve en complexe logaritmen te definiëren, waarmee hij de reikwijdte van wiskundige toepassingen van logaritmen enorm wist uit te breiden

### Complexe functietheorie
Euler leverde belangrijke bijdragen aan de complexe functietheorie. Hij ontdekte wat nu de formule van Euler wordt genoemd:
{\displaystyle e^{i\phi }=\cos \phi +i\sin \phi \,}
waarin een verband wordt gelegd tussen de exponentiële functie en de goniometrische functies. De identiteit van Euler, een speciaal geval van de formule van Euler (met {\displaystyle \phi =\pi }),
{\displaystyle e^{i\pi }+1=0\,}
drukt vijf belangrijke getallen: e,π, i, 1 en 0 op harmonieuze wijze in een formule uit. Deze formule is door Richard Feynman 'de opmerkelijkste formule in de wiskunde' genoemd (Lectures on Physics, p. I-22-10).

### Getaltheorie
Eulers interesse in de getaltheorie kan worden teruggevoerd naar de invloed van Christian Goldbach, zijn vriend in de Academie van Sint-Petersburg. Veel van het vroege werk van Euler over de getaltheorie was gebaseerd op de werken van Pierre de Fermat. Euler ontwikkelde een aantal van Fermats ideeën en weerlegde enkele van diens vermoedens.
Euler legde een verband tussen de aard van de verdeling van priemgetallen en ideeën in de analyse. Hij bewees dat de som van de omgekeerden van priemgetallen divergeren. Daarbij ontdekte hij het verband tussen de Riemann-zèta-functie en de priemgetallen, dat bekendstaat als het bewijs van de Euler-productformule voor de Riemann-zèta-functie.
Euler ontdekte de kwadratische reciprociteitswet en bewees dat alle even volmaakte getallen de door Euclides gegeven vorm hebben. Hij deed onderzoek naar primitieve wortels, ontdekte nieuwe grote priemgetallen en leidde de oneindigheid van het aantal priemgetallen af uit de divergentie van de harmonische reeks. Dit was de eerste doorbraak op dat gebied in tweeduizend jaar en het luidde de geboorte van de analytische getaltheorie in.
Zijn werk over het ontbinden van hele getallen met complexe getallen betekent het begin van de algebraïsche getaltheorie. Al tweeduizend jaar voor Euler waren bevriende getallen bekend en in al die tijd waren er drie paar gevonden. Euler vond er nog eens 59.

### Grafentheorie

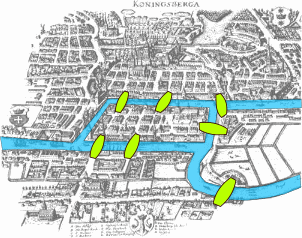
Een kaart van Königsberg met de nadruk op de zeven bruggen

In 1736 loste Euler het wiskundige probleem op dat bekendstaat als 'de zeven bruggen van Königsberg'. De stad Koningsbergen (nu Kaliningrad) wordt doorkruist door de rivier de Pregel en haar zijrivieren. Twee verlengde eilanden in de rivier zijn onderling en met de noord- en de zuidoever verbonden door in totaal zeven bruggen. Er is geen directe verbinding tussen noord- en zuidoever van de rivier. Het ene eiland is door twee bruggen, het andere eiland door een enkele brug met zowel noord- als zuidoever verbonden. Tussen de twee eilanden ligt ook een brug. De vraag die men zich stelde was of het mogelijk is om een wandeling door de stad te maken, waarin men alle zeven bruggen precies een keer oversteekt en toch weer uitkomt bij het startpunt van de wandeling.
Euler toonde aan dat dit niet mogelijk was. De oplossing van Euler was het begin van de grafentheorie, op haar beurt weer het begin van de topologie.
Euler introduceerde naar aanleiding van dit probleem een formule voor convexe veelvlakken, die het aantal hoekpunten, H, ribben, R en zijden, Z, aan elkaar relateert in de zogenaamde formule van Euler voor veelvlakken:
{\displaystyle H-R+Z=2}

### Toegepaste wiskunde
Sommige van Eulers grootste successen waren in het analytisch oplossen van praktische technische problemen en in het beschrijven van talrijke toepassingen van de Bernoulli-getallen, Fourierreeksen, Euler-diagrammen, Eulergetallen, de constanten e en π, kettingbreuken en integralen. Hij combineerde Leibniz' differentiaalrekening met Newtons 'fluxie'-methode en ontwikkelde procedures om de differentiaal- en integraalrekening op natuurkundige problemen toe te passen. Hij boekte in dit verband grote vooruitgang bij het verbeteren van de numerieke wiskunde ten behoeve van de integraalrekening. Hij ontwikkelde hiervoor de eerste-orde-Euler-methode en de formule van Euler-Maclaurin. Een andere bijdrage aan de analyse was de introductie in 1735 van de constante van Euler-Mascheroni, die samenhangt met de manier waarop de harmonische reeks divergeert:
{\displaystyle \gamma =\lim _{n\rightarrow \infty }\left(1+{\frac {1}{2}}+{\frac {1}{3}}+{\frac {1}{4}}+\cdots +{\frac {1}{n}}-\ln(n)\right)}.

### Muziektheorie
Onder de minder bekende werken van Euler bevinden zich ook pogingen om de muziektheorie op een volledige wiskundige leest te schoeien. Zijn verhandeling Tentamen Novae theoriae musicae, Nieuw werk over de muziektheorie, uit 1739 is daarbij zijn belangrijkste werk, maar er zijn ook andere werken. Eulers was niet de enige wiskundige die over muziektheorie schreef. Hij werd voorafgegaan door Marin Mersenne en Descartes en nagevolgd door onder andere Jean Le Rond d'Alembert, Hermann von Helmholtz. In zijn Grafrede voor Leonhard Euler uit 1783 typeert zijn assistent Nikolaus Fuss Eulers werk, Tentamen Novae theoriae musicae als volgt

Een diepzinnig werk, vol van nieuwe, op originele wijze gepresenteerde ideeën; desondanks geniet het werk geen grote populariteit, want het bevat te veel meetkunde voor musici en te veel muziek voor wiskundigen.

### Natuur- en sterrenkunde
Euler hielp mee bij de ontwikkeling van de balkvergelijking van Euler-Bernoulli, die ruim een honderd jaar na zijn dood vanaf de tweede helft van de 19e eeuw een hoeksteen van de techniek werd. Naast succesvol toepassen van zijn analytische gereedschappen op problemen in de klassieke mechanica, paste Euler deze technieken ook toe op problemen uit de hemelmechanica. Zijn werk in de astronomie werd in de loop van zijn carrière erkend door een aantal prijzen van de Académie des sciences in Parijs. Zijn prestaties omvatten het met grote nauwkeurigheid bepalen van de banen van kometen en andere hemellichamen, het begrijpen van de aard van kometen, en het berekenen van de parallax van de zon. Zijn berekeningen hebben ook bijgedragen aan de ontwikkeling van nauwkeurige lengtegraadtabellen.
In aanvulling hierop leverde Euler ook belangrijke bijdragen aan de optica. Hij was het niet eens met Newtons deeltjestheorie van het licht uit diens boek de Opticks, in zijn tijd de heersende theorie. Door zijn artikelen uit 1740 over optica zorgde hij er mede voor dat de golftheorie van het licht, zoals deze door Christiaan Huygens was voorgesteld, de dominante manier van denken werd, dit ten minste tot de ontwikkeling van de kwantumtheorie van licht.

### Logica
Euler heeft ook aan het gebruik van gesloten krommen bijgedragen om syllogistische redeneringen te illustreren (1768). Deze diagrammen zijn bekend geworden als Euler-diagrammen.

## Persoonlijke filosofie en religieuze overtuigingen
Euler en zijn vriend Daniel Bernoulli waren tegenstanders van de monadologie van Gottfried Leibniz en ook van de filosofie van Christian Wolff. Euler vond dat kennis ten minste gedeeltelijk gegrond moest zijn in precieze, kwantitatieve wetten, iets waar binnen de filosofie van Leibniz en de wetenschapsopvatting van Wolff geen ruimte voor was. Eulers religieuze neigingen waren van invloed op zijn afkeer van de leer van Wolff. Hij ging zo ver om de ideeën van Wolff "heidens en atheïstisch" te noemen.
Veel van wat bekend is over de religieuze overtuigingen van Euler kan worden afgeleid uit zijn Brieven aan een Duitse prinses, en uit een vroeger werk, Rettung der Göttlichen Offenbahrung Gegen die Einwürfe der Freygeister ("Redding van de goddelijke openbaring tegen de bezwaren van de vrijdenkers"). Deze werken laten zien dat Euler een vroom christen was, die geloofde dat de Bijbel goddelijk geïnspireerd is. De Redding was vooral een argument voor de goddelijke inspiratie van de Schrift.

## Werken
Door Euler afzonderlijk gepubliceerde werken:
- Dissertatio physica de sono (Dissertatie over de fysica van geluid) (Bazel, 1727, in quarto)
- Mechanica, sive motus scientia analytice; expasita (St. Petersburg, 1736, in 2 vols. quarto)
- Einleitung in die Arithmetik (ibid., 1738, in 2 vols. octavo), in het Duits en het Russisch
- Tentamen novae theoriae musicae (ibid. 1739, in quarto)
- Methodus inveniendi lineas curvas, maximi minimive proprietate gaudentes (Lausanne, 1744, in quarto)
- Theoria motuum planetarum et cometarum (Berlijn, 1744, in quarto)
- Beantwortung, &c., Antwoorden op Verschillende Vragen aangaande Kometen (ibid., 1744, in octavo)
- Neue Grundsätze, c., of Nieuwe Principes van de Artillerie, vertaald uit het Engels van Benjamin Robins, met noten en illustraties (ibid., 1745, in octavo)
- Opuscula varii argumenti (ibid., 1746-1751, in 3 vols. quarto)
- Novae et carrectae tabulae ad loco lunae computanda (ibid., 1746, in quarto)
- Tabulae astronomicae solis et lunae (ibid., quarto)
- Gedanken, &c., of Gedachten over de Elementen van Lichamen (ibid. quarto)
- Rettung der gall-lichen Offenbarung, &c., Verdediging van de Goddelijke Openbaring tegen Vrijdenkers (ibid., 1747, in quarto)
- Introductio in analysin infinitorum (Inleiding in de analyse van infinitesimalen)(Lausanne, 1748, in 2 vols. quarto)
- Scientia navalis, seu tractatus de construendis ac dirigendis navibus (St Petersburg, 1749, in 2 vols. quarto)
- Theoria motus lunae (Berlijn, 1753, in quarto)
- Dissertatio de principio mininiae actionis, ' una cum examine objectionum cl. prof. Koenigii (ibid., 1753, in octavo)
- Institutiones calculi differentialis, cum ejus usu in analysi Intuitorum ac doctrina serierum (ibid., 1755, in quarto)
- Constructio lentium objectivarum, &c. (St Petersburg, 1762, in quarto)
- Theoria motus corporum solidoruni seu rigidorum (Rostock, 1765, in quarto)
- Institutiones, calculi integralis (St Petersburg, 1768-1770, in 3 vols. quarto)
- Lettres a une Princesse d'Allernagne sur quelques sujets de physique et de philosophie (St Petersburg, 1768-1772, in 3 vols. octavo)
- Anleitung zur Algebra[28] (ibid., 1770, in octavo); Dioptrica (ibid., 1767-1771, in 3 vols. quarto)
- Theoria motuum lunge nova methodo pertr.arctata (ibid., 1772, in quarto)
- Novae tabulae lunares (ibid., in octavo); La théorie complete de la construction et de la manteuvre des vaisseaux (ibid., .1773, in octavo)
- Eclaircissements svr etablissements en favour taut des veuves que des marts, zonder datum
- Opuscula analytica (St Petersburg, 1783-1785, in 2 vols. quarto). Zie Rudio, Leonhard Euler (Bazel, 1884).

## Trivia
Euler werd op een serie van Zwitserse 10 Frank-biljetten afgebeeld en op verschillende Zwitserse, Duitse en Russische postzegels.

## Naar Euler genoemd
- Stelling van Euler
- Formule van Euler
- Identiteit van Euler
- Formule van Euler-Maclaurin
- Getal van Euler (e)
- Eulergraaf
- Eulerknik
- Eulerschijf
- Hoeken van Euler
- Rechte van Euler
- Stromingsvergelijkingen van Euler
- Driehoeksformule van Euler
- Formule van Euler voor veelvlakken
- Eulerkarakteristiek
- een planetoïde